# 여호와 삼마
여호와 삼마 (Jehovah-shammah, 히브리어: יְהוָה שָׁמָּה)는 기독교적 번역으로 "여호와께서 거기에 계신다"이다. 에스겔 48:35에 나타난 그 성읍에 주어진 이름이다.  에스겔 48:35 "그 사방의 합계는 만 팔천 척이라 그 날 후로는 그 성읍의 이름을 여호와 삼마라 하리라." 여기서 성읍은 예루살렘 혹은 장차 올 복음시대의 교회를 말한다고 이스턴 성경사전(Easton's Bible Dictionary) 은 해설하였다.

## 같이 보기
- 여호와 닛시
- 여호와 이레